# Antoine Dupont
Antoine Dupont (* 15. listopadu 1996 Lannemezan) je francouzský ragbista. Hraje na pozici mlýnové spojky, měří 174 cm a váží 82 kg.
Začínal ve čtyřech letech v klubu Magnoac FC, od roku 2011 hrál za FC Auch Gers. Připravoval se v Centre national du rugby, od roku 2014 hrál profesionálně za Castres Olympique a v roce 2017 přestoupil do Stade Toulousain. 
Při působení v Toulouse vyhrál pětkrát francouzskou ligu (2019, 2021, 2023, 2024, 2025). V letech 2019 až 2022 byl novinami Midi Olympique vybrán jako nejlepší hráč francouzské ligy.Také vyhrál Evropský pohár mistrů v roce 2021 a 2024. V obou případech byl vyhlášen nejlepším hráčem té soutěže.
Hrál za tým Barbarians français, s nímž porazil australskou reprezentaci. Zúčastnil se mistrovství světa do 20 let v ragby 2016, kde Francouzi obsadili deváté místo.
V seniorské francouzské ragbyové reprezentaci hraje od roku 2017. Startoval na mistrovství světa v ragby 2019, kde Francouzi vypadli ve čtvrtfinále. Na domácím MS 2023 taky skončil s týmem ve čtvrtfinále. Jako kapitán dovedl tým Francie k vítězství v Poháru šesti národů v roce 2022, kde navíc Francouzi získali Grand Slam, tedy plný počet bodů. V letech 2020, 2022 a 2023 ho panel odborníků zvolil nejlepším hráčem Poháru šesti národů. 
V roce 2021 ho organizace World Rugby vyhlásila nejlepším ragbistou světa. V následujících dvou letech byl v nominaci na nejlepšího ragbistu světa. V roce 2024 byl zvolen nejlepším sedmičkovým hráčem světa. Jako první ragbista v historii se stal nejlepším hráčem v patnáctkovém i sedmičkovém ragby.
Six Nations 2024 se nezúčastnil, protože se připravoval se sedmičkovou reprezentací na Olympijské hry 2024. Na LOH 2024 se stal olympijským vítězem. Ve finále přihrál na vítěznou pětku, dvě další pětky položil a pomohl porazit Fidži 28:7.
Stal se vítězem Six Nations 2025, nicméně v zápase proti Irsku se zranil a podle odhadů nebude hrát 6 až 8 měsíců. Utrpěl zranění s křížovými vazy.